# Martina Hillová
Martina Hillová, nepřechýleně Martina Hill (* 14. červenec 1974 Berlín) je německá herečka, komička, parodistka a moderátorka.

## Život
Herecké vzdělání získala v Divadelním studiu v Berlíně, kde hrála v několika představeních. Od roku 1998 moderuje v rádiu, mimo jiné například Radio Eins nebo Radio Hundert, natáčí rovněž televizní reklamy. Od roku 2003 je k vidění v televizních pořadech, byla hostem různých televizních show a objevila se na předáváních cen. V letech 2005–2006 hrála sekretářku Petru Schubertovou v seriálu Kobra 11.
Od roku 2007 hraje v komediálním seriálu televize ProSieben Switch reloaded, v němž parodovala topmodelku Heidi Klum, německou kancléřku Angelu Merkelovou, zpěváka a skladatele Billa Kaulitze, gastronomku, kosmetičku, zpěvačku, televizní moderátorku, spisovatelku a modelku Danielu Katzenberger, zpěvačku Lenu Meyer-Landrut, redaktorku a moderátorku Anju Kohlovou, televizní moderátorku, spisovatelku a herečku Sonyu Krausovou, moderátorku Gundulu Gauseovou, televizní moderátorku Katju Burkardovou a mnoho dalších.
Od roku 2009 vystupuje v heute-show a hraje v seriálu Knallerfrauen, kde k sedmi epizodám napsala scénář. Hraje také v divadle a dabuje, na zvukové nosiče namluvila několik knih. Za svou práci získala mnoho ocenění.
Žije[kdy?] v Kolíně nad Rýnem.

## Filmografie (výběr)
- 2003: Schwer verknallt
- 2004: Happy Friday
- 2004: Der Vater meines Sohnes
- 2005: Mädchen über Bord
- 2006: Kunstfehler
- 2006: Speciální tým Kolín (SOKO Köln (epizoda: Allein unter Nachbarn))
- 2006: Zwei Engel für Amor
- 2006: Angie (epizoda: Reif für die Insel)
- 2006: Das Beste aus meinem Leben
- 2005-2006: Kobra 11
- 2007: 29 a ještě panna (29 .... und noch Jungfrau)
- 2007: SOKO Wismar (epizoda: Linke Gerade)
- 2007: Der Dicke (epizoda: Getrennte Wege)
- Od 2007: Switch reloaded
- 2008: Die Schnüfflerin - Peggy kann's nicht lassen
- 2008: Putzfrau Undercover
- 2009: Undercover Love
- Od 2009: heute-show
- 2010: C.I.S. – Chaoten im Sondereinsatz
- 2010: Cindy aus Marzahn und die jungen Wilden
- 2011: Resturlaub
- Od 2011: Knallerfrauen

## Divadlo
- 2000: Erna in Kasimir und Karoline (Berlin)
- 2000: Nonne Isabella in Die Rund- und die Spitzköpfe (Berlin)
- 2001: Marjorie in Extremities (Berlin)
- 2001: Die Frau auf dem Sockel in Die Frau auf dem Sockel (Berlin)
- 2001: Medea in Medea (Berlin)

## Dabing
- 2009: Die Mannohnekopf Show für Anna Crilly in verschiedenen Rollen
- 2010: Project Runway | Voice Over Heidi Klum | VIVA | Berliner Synchron AG
- 2011: Cars 2 für Emily Mortimer in der Rolle der Holley Shiftwell

## Rádio / Audioknihy / Rozhlasové hry
- 2001 - 2011: Stationvoice | radioeins, Rundfunk Berlin-Brandenburg FM 95,8
- 2009: Wupp – Die Dimensionsjäger | Oberste Oberagentin | Der Hörverlag
- 2011: Operation Endstation | Rolle: Moderatorin Veronica | 1Live & WDR
- 2011: Das Buch der 39 Kostbarkeiten | Rolle: Tina in "Wartezimmermassaker" und Claudia in "Reise nach Goslar" | CD-Veröffentlichung von Jan Weiler | Der Hörverlag
- 2011: Nee, wir haben nur freilaufende Eier | Hörbuch mit Michael Kessler | Random House Audio

## Reklama
- 2004-2007: u.a. Leerdamer | TV-Werbespot

## Scénář
- 2011: Knallerfrauen (epizoda: Preview)
- 2012: Knallerfrauen (epizoda: Rabiate Mutter/Hundegymnastik/Sitzsack/Mama spielt im Boxring/Was zum Lutschen/Baby verlegt/Ganz schön heiss hier/Entspannter Urlaub/Romantischer Abend/Wenn es tropft/Geburtsvideo/Mein Vater/Kaffeeautomat/iPad/Aufwärmen fürs Autofahren/originelles Kostüm/Spargelglück/Verrückte Monstermutter/Autofahrt mit Mama und Papa)
- 2012: Knallerfrauen (epizoda: Hündchen/K.O./Kuckuck!/lutschende Anmache/Kartoffelbrei riecht komisch/blutige Anmache/Müllkind/Biosalat/haarige Anmache/Albtraum/Outing/Peinliche Freundin/Ja?/Peinliche Strassenmusik/Stillen/Entspannung/Windeln voll/Schnuffeltuch/Schadensersatz/8/peinliche Kollegin/Superwoman/Umblättern)
- 2012: Knallerfrauen (epizoda: Kuh/Blass/Fahrprüfung/Umgehauen/Mein Sohn ist ein Schlappschwanz/Fleckentferner/Leselicht/Ausser Atem/Flirt/Scheidungstermin/Gesichtsmassage/Abschied/Glückliches Kind/Intime Fotosession/Autofahrt mit Mama und Papa/Körperkontakt/Wo ist Mama?)
- 2012: Knallerfrauen (epizoda: Handy/Proteinriegel/Wo sind meine Dinos?/Sixpack/Meine Schwächen/Papas Jacke/Gefährlich fürs Baby/Gleich wieder da/Erwachsen/Sitzt ganz gut/Müslimix/Pickelhilfe/Wo ist deine Nase?/Süße Babydecke/Deo/Du kommst zurecht?/Party/Chemnitz/Urologin)
- 2012: Knallerfrauen (epizoda: Ausziehen/Schlimme Gegend/Wo ist mein Buch?/Handtasche/Antrag fürs Kinderheim/Korken/Blasenpflaster/Hausfrauenmagie/Die Bahn fährt knapp/Halt ich nicht aus/Verwählt/Tampon/Has(s)t du Kinder?/Schulterschmerzen/Eisenmangel/Was kaputtmachen/Foto Make-Up/Stifthalter/Babyphone/Nachmieter/Lecker!)
- 2012: Knallerfrauen (epizoda: Kopfhörer/Schielen/In schwarz/Babybauch/Reizstromtherapie/Taxi/Abschied/Hässliches Baby/Boxen/Wonderwoman/Zähneputzen/So gar nicht/Babystress/Erziehung eben/Highspeed Unlimited Mine/Gute Nacht Geschichte/Verpackungsmüll/Gleich zurück/Puppe/Schulz!)
- 2012: Knallerfrauen (epizoda: Im Weg/Kündigung der Freundschaft/Diät/Arrogantes Arschloch/Paket/Tanzen/Babydelfin/Popel/Hilfe beim Tragen/Buchstabiertest/Singende Braut/Kühlfachkleidung/Pinkeln/Babys im Cafe/Nur langweilig/Aufwärmen/Männerkollektion/Saugakrobatik/bestechende Erziehung/Stefan/Meerjungfrau/So sexy)
- 2012: Knallerfrauen (epizoda: Best Of)

## Televizní vystoupení
- ZDF:
  - 2010: Wetten dass ...?
  - 2008: Markus Lanz
- Pro7:
  - TV total | 2012, 2010, 2009, 2008
  - 2011: TV Pokerstars
- RTL:
  - 2011: Comedy Adventskalender
  - 2010: Deutscher Comedypreis
  - 2010: Cindy und die jungen Wilden
  - 2011: World of Comedy
- NDR:
  - 2010: NDR Talkshow
- WDR:
  - 2009: Was liest Du?

## Ocenění
- 2007
  - Deutscher Comedypreis als Ensemblemitglied von Switch reloaded (Beste Sketch-Show)
- 2008
  - Deutscher Fernsehpreis als Ensemblemitglied von Switch reloaded (Beste Comedy)
  - Deutscher Comedypreis als Ensemblemitglied von Switch reloaded (Beste Sketch-Show)
- 2009
  - Romy als Ensemblemitglied von Switch reloaded (Spezialpreis der Jury)
  - Deutscher Comedypreis
    - als Beste Schauspielerin
    - als Ensemblemitglied der heute-show (Beste Comedy-Show)
- 2010
  - Adolf-Grimme-Preis als Ensemblemitglied der heute-show (Kategorie Unterhaltung)
  - Deutscher Fernsehpreis als Ensemblemitglied der heute-show (Kategorie Beste Comedy)
  - Deutscher Comedypreis als Ensemblemitglied der heute-show (Kategorie Beste Comedy-Show)
- 2011
  - Deutscher Comedypreis
    - als Beste Schauspielerin
    - als Ensemblemitglied der heute-show (Beste Comedy-Show)

  - Radio Regenbogen Award 2011
    - Comedy "Switch Reloaded"